# 카일 매시
카일 매시(Kyle Massey, 1991년 8월 28일 ~ )는 미국의 가수이자 배우이다.

## 출연 작품
- 달려라, 타이코